# Jailbird Singers
Jailbird Singers var en svensk musikgrupp som bildades 1964 av Tony Granqvist (1938–1965), Karl-Åke ”Korpen” Johnson (1941–1998) och Tore ”Masen” Eliasson (1937– 2021), som hade träffats när de satt i fängelse på Långholmen.

## Historik
På Långholmen upptäckte en fängelsepräst de tre internernas musikalitet, och fick dem att gå med i fängelsets kör. Det dröjde inte länge innan Jailbird Singers bildades. Metronomes VD Anders Burman hade hört talas om trion, och begav sig till Långholmen för att lyssna på dem. Han blev så imponerad att de erbjöds ett skivkontrakt på stående fot.
Inspelningen har omgärdats av myter. Det har hävdats att när de skulle spela in LP-skivan fick fångvaktare ställa sig utmed väggarna på Långholmen för att det inte skulle bli för mycket eko på inspelningen. Cornelis Vreeswijk påstås även ha medverkat. Detta har dementerats av Tore ”Masen” Eliasson. Inspelningen ägde rum i Metronomes studio. Vreeswijk medverkade i varje fall som textförfattare och kompositör, samt skrev baksidestexten på det som skulle komma att bli deras enda skiva, Tjyvballader och barnatro. Gitarr och banjo spelades av amerikanen Tom Paley.
När samtliga medlemmar avtjänat sina fängelsestraff inleddes en folkparksturné i juni 1964. Den blev dock inställd efter ett fåtal genomförda spelningar, eftersom Tony Granqvist inte orkade uppträda. Granqvist, som var den drivande kraften i gruppen, konstaterades senare vara sjuk i cancer och avled den 7 februari 1965. Detta ledde till att gruppen upphörde vintern 1965 efter tio månader, två skivinspelningar och fem konserter. 
Åren 1967–1968 återuppstod gruppen med en ny sångare istället för Granqvist och släppte några singlar på skivbolagen Dollar records och Cavatina. Kort tid före sin död hade Tony Granqvist gift sig och fått dottern Agneta, som blev bortadopterad kring ett års ålder. Tony Granqvists hustru Gunnel dog av missbruk 1980.
Efter att gruppen upplösts återföll Karl-Åke Johnson i brottslighet, bland annat inbrott och kassaskåpssprängningar. Han dog 1998. Tore Eliasson greps för bilstölder, rattfylleri och andra småbrott och dömdes åter till fängelse, samtidigt som Där björkarna susa ännu låg på Svensktoppen. Så småningom lämnade han sitt brottsliga liv, studerade vid folkhögskola, fick barn och började åter spela. Eliasson avled den 31 juli 2021, 83 år gammal.

## Svensktoppen
”Jungman Jansson” låg på Svensktoppen i tre veckor under perioden 24 juli–7 augusti 1964, och nådde en tredjeplats första veckan, vilket också blev låtens högsta placering. Ännu större framgång hade ”Där björkarna susa”, som låg på Svensktoppen i 21 veckor under perioden 30 januari–19 juni 1965, med en andraplats som högsta placering.

## Diskografi (urval)

### Album
- 1964 – Tjyvballader och barnatro (MPL 15165)

### EP
- 1964 – Där björkarna susa/Give Me That Old Time Religion/Jungman Jansson/Only If You Praise the Lord {MEP 9119}